# Prey
Prey osmi je studijski album švedskog gothic metal-sastava Tiamat. Objavljen je 27. listopada 2003. godine.
Pjesma "Cain" pojavila se u videoigri Vampire: The Masquerade – Bloodlines.

## Popis pjesama
| 1.    | »Cain«                                 | 5:25 |
| 2.    | »Ten Thousand Tentacles«               | 1:35 |
| 3.    | »Wings of Heaven«                      | 4:32 |
| 4.    | »Love in Chains«                       | 4:24 |
| 5.    | »Divided«                              | 5:19 |
| 6.    | »Carry Your Cross and I'll Carry Mine« | 4:37 |
| 7.    | »Triple Cross«                         | 1:21 |
| 8.    | »Light in Extension«                   | 4:47 |
| 9.    | »Prey«                                 | 3:32 |
| 10.   | »The Garden of Heathen«                | 1:25 |
| 11.   | »Clovenhoof«                           | 4:55 |
| 12.   | »Nihil«                                | 6:10 |
| 13.   | »The Pentagram«                        | 9:53 |
| 57:55 |                                        |      |

## Zasluge
Tiamat
- Johan Edlund – vokal, gitara, produkcija, inženjer zvuka, grafički dizajn, dizajn
- Thomas Petersson – gitara
- Anders Iwers – bas-gitara
- Lars Sköld – bubnjevi

Dodatni glazbenici
- Sonja Brandt – dodatni vokal

Ostalo osoblje
- Sam Carpenter – inženjer zvuka
- T. T. Oksala – miks
- Minerva Peppi – mastering
- Katja Kuhl – fotografije